# Babette Cole
Babette Cole (Jersey, 10 de septiembre de 1949 - Devon, 15 de enero de 2017) fue una escritora y ilustradora británica. 
Su obra cuenta con más de 70 libros, uno de los más conocidos es El doctor Dog que posteriormente fue adaptado a una serie de dibujos animados. Otros títulos conocidos son el Libro maloliente o El Libro Peludo.
También creó de programas para niños en la BBC como Bagpuss y Watch With Mother.
Asistió a la Universidad Canterbury de Arte y recibió una licenciatura con honores.